# Zacht Indian Reserve 5
Zacht Indian Reserve 5 är ett reservat i Kanada.   Det ligger i provinsen British Columbia, i den södra delen av landet, 3 400 km väster om huvudstaden Ottawa.
I omgivningarna runt Zacht Indian Reserve 5 växer i huvudsak barrskog. Trakten runt Zacht Indian Reserve 5 är nära nog obefolkad, med mindre än två invånare per kvadratkilometer.